# Wiktor Lemiesz
Wiktor Lemiesz, także Aleksander Rozenblum (ur. 22 października 1915 w Sankt Gallen, zm. 9 sierpnia 2000 w Zielonej Górze) – dziennikarz, historyk, redaktor naczelny „Głosu Robotniczego”, „Głosu Wybrzeża” i „Gazety Zielonogórskiej”.

## Życiorys
Był synem Wiktora Rozenbluma i Anny z domu Weintraub, którzy wyemigrowali do Szwajcarii z powodów politycznych. W 1920 rodzina powróciła do Polski. W latach 1932–1938 był członkiem Komunistycznego Związku Młodzieży Polskiej. W 1933 ukończył gimnazjum w Łodzi. W latach 1934–1939 miał problem ze znalezieniem stałej pracy, dorywczo zajmując się księgowością, korepetycjami oraz dziennikarstwem oraz rozpoczął studia na Uniwersytecie Warszawskim, przerwane przez wybuch II wojny światowej. We wrześniu 1939 uczestniczył w obronie Warszawy, a następnie znalazł się w Związku Radzieckim, gdzie w 1941 został zmobilizowany do Armii Czerwonej, natomiast w latach 1944–1946 był żołnierzem Wojska Polskiego w Związku Radzieckim.
W 1944 wstąpił do Polskiej Partii Robotniczej, a w 1948 do PZPR. Po demobilizacji w 1946 został dziennikarzem, początkowo jako redaktor naczelny w „Głosie Robotniczym” (1946–1949) w Łodzi, następnie jako redaktor naczelny w „Głosie Wybrzeża” (1950–1952) w Gdańsku. W 1952 przeniósł się do Zielonej Góry, gdzie został twórcą i pierwszym redaktorem naczelnym (1952–1956) „Gazety Zielonogórskiej”. Od 1953 pracował w „Głosie Pracy”. W 1962 ukończył studia w Wyższej Szkole Nauk Społecznych w Warszawie, a w 1966 uzyskał stopień doktora nauk humanistycznych na Wydziale Filozoficzno-Historycznym Uniwersytetu im. Adama Mickiewicza w Poznaniu w oparciu o rozprawę pt. Praca przymusowa jeńców w Niemczech w latach II wojny światowej, napisaną pod opieką naukową Jana Wąsickiego. W 1976 podjął pracę w „Gazecie Lubuskiej” (dawniej „Gazeta Zielonogórska”).
Lemiesz publikował książki historyczne związane z dziejami ziemi lubuskiej podczas II wojny światowej. Ponadto publikował artykuły w zielonogórskich czasopismach naukowych, ale także w popularnych tygodnikach ogólnopolskich i na łamach „Gazety Zielonogórskiej”. Był także wielokrotnie prezesem zielonogórskiego oddziału Stowarzyszenia Dziennikarzy Polskich, a także prezesem oddziału Polskiego Towarzystwa Historycznego (1962–1968).
Został pochowany na Starym Cmentarzu w Zielonej Górze (kw. 19, rz. 1, grób 52).

## Publikacje
- Dąbrówka pod okiem hitlerowskiego żandarma (Zielona Góra-Poznań 1959);
- Dąbrówka Wielka. Przyczynek do dziejów polskiej ludności rodzimej, t. I (Warszawa 1959);
- Praca przymusowa jeńców w Niemczech w latach II wojny światowej (1962);
- O pracy niewolniczej na Ziemi Lubuskiej w latach II wojny światowej (Poznań 1962);
- Paragraf i zbrodnia (Warszawa 1963);
- Strzał przed fabryką Biedermana (Łódź 1964);
- Miejsca martyrologii na Ziemi Lubuskiej (Poznań 1969);
- Ocalić od zapomnienia. Listy i dokumenty Polaków wywiezionych do Rzeszy (Warszawa 1981);
- Niespokojne pogranicze (Warszawa 1989)[2].

## Odznaczenia
- Złoty Krzyż Zasługi,
- Krzyż Kawalerski Orderu Odrodzenia Polski,
- Medal za Warszawę 1939–1945[2].